# Butterburg
Butterburg ist als Bauerschaft ein Ortsteil von Esenshamm in der Gemeinde Nordenham im Landkreis Wesermarsch.

## Geschichte
Im Jahr 1948 wurde die Gemeinde Esenshamm aus der Gemeinde Abbehausen ausgegliedert, zu diesem Zeitpunkt erhielt sie die alte Esenshammer Bauerschaft Enjebuhr, jedoch war in Enjebuhr bereits ein großer Teil der ehemaligen Bauerschaft Utergadingen aufgegangen. Der Esenshammer Anteil wurde 1948 daher als neue Bauerschaft Butterburg-Oberdeich gebildet. Zu der Bauerschaft gehören Butterburg, Esenshammer Altendeich, Esenshammer Oberdeich, Finkenburg, Grüneweg, Grünhof, Kronsburg und Okens.

## Demographie
| Jahr | Einwohner |
| ---- | --------- |
| 1675 | 41        |
| 1788 | 63        |
| 1815 | 69        |
| 1855 | 20        |
| 1925 | 44        |
| 1950 | 227       |
| 1961 | 136       |
| 1970 | 103       |